# Základová deska

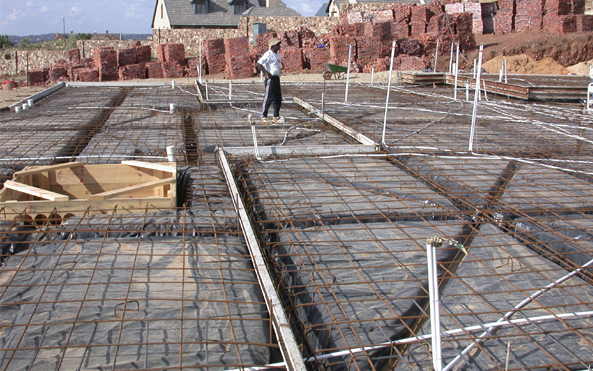
Základová deska

Základová deska je jeden z druhů plošných základů. Používá se v případech, kdy mezi základovými pásy zbývá již tak málo rostlé zeminy, že je technicky nerealizovatelné či neekonomické zeminu mezi pásy ponechat. Dále v případech, kdy není jinak možné zajistit při nestejnorodé základové půdě rovnoměrné sedání budoucího objektu, ale s výhodou jí lze použít třeba k bezpečné izolaci stavby proti pronikání spodní vody. Tloušťka základové desky se dle statického návrhu pohybuje ve stejných hodnotách jako pasy tedy 500 až 1200 mm.
Mezi zásadní nevýhody patří především velká spotřeba materiálu a to nejen betonu ale i armatur pro zajištění alespoň minimálního vyztužení. Z toho vyplývá i velké zatížení od vlastní hmotnosti základové desky a fakt že jí lze jen těžko navrhnout z empirických zkušeností. Její návrh proto vždy provádí osoba s odbornou způsobilostí.
Pojem základová deska bývá mezi laickou veřejností často nesprávně užíván i pro vrstvu podkladního betonu o obvyklé mocnosti 100 až 150 mm, která se ukládá na základové pasy, slouží jako podklad pod nenosné konstrukce stavby (příčky, podlahy, jiné lehké konstrukce a zařízení) a z empirických zkušeností u ní lze zvolit i vhodný druh betonu (např. C12/15 během letní betonáže) a zvolit způsob vyztužení (KARI sítě 6/100/100 v celém rozsahu a pod příčky ve dvou vrstvách).

## Izolace základové desky
Důležitým krokem před stavbou nemovitosti na základové desce je její správná izolace. Tu nutno provést kvalitně, protože po dostavění je tento stavební prvek prakticky nedostupný.
Pro správné provedení izolace je obvykle třeba pracovat s betonem, který je již 5-7 dní starý, prostupy ZTI (zdravotně technická izolace) procházející deskou musí být vytaženy alespoň 100 mm nad povrch betonu a chráničky musí být umístěny alespoň 100 mm od svislých konstrukcí, aby je bylo možné opravovat izolační manžetou.
K izolaci se nejčastěji používají asfaltové modifikované pasy, hydroizolační folie a do náročných podmínek bentonitové rohože.